# Claudia Guderian

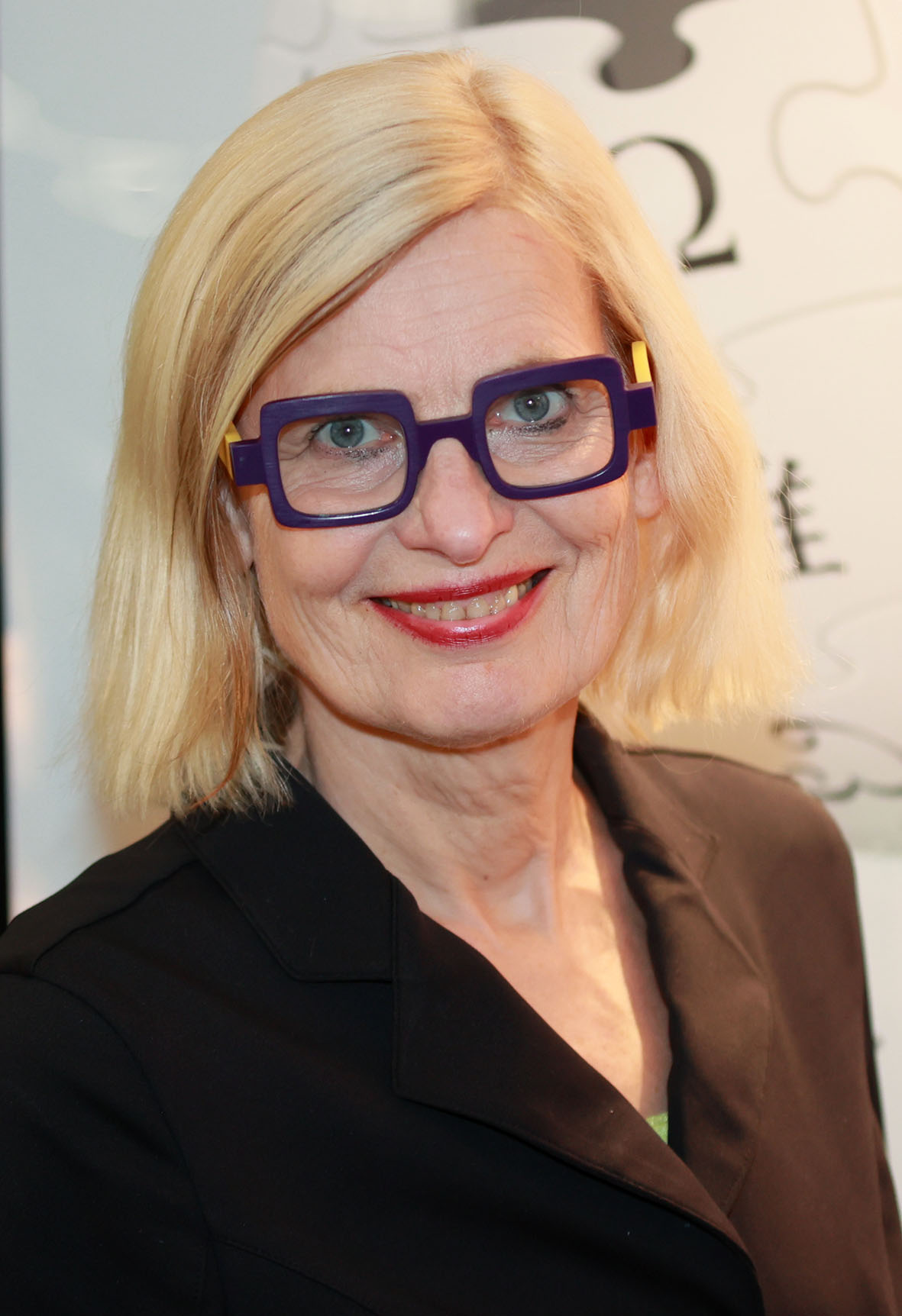
Claudia Guderian zur Frankfurter Buchmesse 2022

Claudia Margarete Tessa Irene Guderian (* 4. März 1952 in Bremen) ist eine deutsche Autorin, Journalistin und Fotografin.

## Leben
Guderian studierte in Gießen und München Politikwissenschaft, Soziologie, Anglistik und Psychologie und wurde 2004 mit einer Arbeit über den „Raum in der Psychoanalyse“ promoviert. Nach dem Studium arbeitete sie als Lehrerin und mehrere Jahre als Zeitungsredakteurin beim Gießener Anzeiger. Seit 1982 veröffentlicht sie als freie Autorin Romane, Erzählungen, Hörspiele, Rundfunkfeatures sowie Sachbücher und publizierte vereinzelt in Zeitungen.
Neben diesen Tätigkeiten ist sie seit 1999 auch als bildende Künstlerin tätig. In einer Ausstellung in Hamburg-Ohlsdorf (2020) zeigte sie 101 Gesichtsmasken in Bronze.
Von Mai bis Oktober 2022 war Guderian in Gotha als Generalsekretärin Teil des Übergangspräsidium des PEN-Zentrums Deutschland.

## Auszeichnungen
- 1985: C. Bertelsmann-Literaturpreis[3]

## Werke

### Hörspiele
- Elternsuche, 1986, RIAS (Regie: Bärbel Jarchow-Frey) (Mitwirkende: Rosemarie Fendel, Alice Treff, Herbert Weissbach)

- Ich bin Ihre Tochter, 1987, Deutsche Welle

- Unter anderen Umständen, 1988, Deutsche Welle
- Tabu, 1989, WDR (Regie: Manfred Brückner)

- Falsche Paarung, 1989, Deutschlandfunk

- Christa, 1989, Deutsche Welle

- Mord im Frachtraum. Kriminalhörspiel, 1992, Deutsche Welle

- Teddygeschichten, 1992, Deutsche Grammophon

- Englisch - keine Hexerei, 2001, Langenscheidt

- Spuk im Hexenhaus: Die Geisterolympiade, 2002, Langenscheidt

- Französisch - keine Hexerei, 2002, Langenscheidt

- eue Englisch-Hexereien: Huckla feiert Hexengeburtstag, 2003, Langenscheidt

### Sachbücher
- Wo komm' ich eigentlich her? Eine Adoptierte auf der Suche nach ihren Wurzeln. Nachwort von Christine Swientek. Herder, Freiburg 1994.
- Therapie – ist das was für mich? Die wichtigsten Fragen rund um die Psychotherapie. Kösel, München 1996.
- Arbeitsblockaden erfolgreich überwinden. Schluss mit Aufschieben, Verzetteln, Verplanen! Kösel, München 2003.
- Die Couch in der Psychoanalyse. Geschichte und Gegenwart von Setting und Raum. W. Kohlhammer, Stuttgart 2004.

### Photobände
- Magie der Couch. Bilder und Gespräche über Raum und Setting in der Psychoanalyse. 200 Seiten, 105 Farbphotographien. Kohlhammer, Stuttgart 2004.

### Lehrwerke
- Englisch - keine Hexerei. Langenscheidt, München 2001.
- Spuk im Hexenhaus. Langenscheidt, München 2002.
- Neue Englisch-Hexereien. Langenscheidt, München 2003.